# Estado Zhao
Zhao (chino tradicional: 趙; chino simplificado: 赵; Wade-Giles: Chao4; pinyin: Zhào) fue un estado chino durante el período de los Reinos Combatientes. Su territorio incluía áreas de las actuales provincias de Mongolia Interior, Hebei, Shanxi y Shaanxi. El estado de Zhao tenía fronteras con los xiongnu y los estados de Qin, Wei y Yan. Su capital era Handan (邯鄲), suburbio de la actual ciudad de Handan en Hebei.

## Orígenes
En 453 a. C. se dividió el Estado Jin en tres más pequeños: Han, Wei y Zhao. Sobre este último, sufría las constantes incursiones de los xiongnu y enfrentaba a sus poderosos rivales: Qi al este y Wei al sur. Wei invadió Zhao en 354 a. C. y 341 a. C. pero la intervención de Qi (que no deseaba un Wei victorioso y poderoso) le permitió sobrevivir. 

## Reinos combatientes
Su rivalidad se prolongó hasta el gobierno del rey Wuling (325-299 a. C.), modernizador de sus tácticas y armas, dando especial importancia a la caballería para enfrentar a los nómadas septentrionales hasta llegar a ser el principal rival de Qin por la hegemonía. En 295 a. C. conquistó el estado Zhongshan y quitó territorios a Wei, Yan y Qin. También envió contingentes de caballería a Qi para las campañas del estado Chu.
Zhao buscó una alianza con Wei para enfrentar a Qin desde 287 a. C., pero esta acabó derrotada en Huayang en 273 a. C. Finalmente, el conflicto con Qin acabó en la derrota total de batalla de Changping en 260 a. C., la mayor batalla del período. Zhao nunca se recuperó.

## Caída
En 228 a. C. los ejércitos de Qin conquistaron el reino, pero el príncipe Jia se proclamó rey del estado Dai, pero fue vencido y capturado seis años después. 